# Roger de Montgomery
Roger I de Montgomery también Roger de Montgommerie (m. París 1048), fue un noble normando. Señor de Montgomery, vizconde de Hiémois y conde de Shrewsbury. Las crónicas de la época no citan datos sobre su ascendencia. Es el primer referente de la familia de Montgomery que se convertiría en una de las más poderosas dinastías bajo el reinado de Guillermo I de Inglaterra. Entre 1028 y 1035 se enriqueció despojando a la iglesia. Intentó por ejemplo destruir el mercado que los monjes de la abadía de Jumièges tenían en Vimoutiers para reemplazarlo por uno diferente que instaló en sus tierras, en Montgommery (hoy Saint-Germain-de-Montgommery y Sainte-Foy-de-Montgommery). Finalmente devolvió las propiedades a los monjes de la abadía por presiones de Roberto el Danés, arzobispo de Ruan. Posteriormente, Roberto I de Normandía, acabó autorizando un segundo mercado en tierras de Roger. Fue co-fundador de la abadía de Saint-Martin de Sées.
Aunque fue partidario del duque Roberto I, se posicionó con los enemigos de su hijo y heredero Guillermo. Durante los años de anarquía en Normandía, fue al exilio a París buscando la protección de Enrique I de Francia, tras el asesinato de Osbern de Crépon en manos de su hijo Guillermo de Montgomery que le degolló mientras protegía a un joven Guillermo el Bastardo.

## Herencia
Interpolando Guillermo de Jumièges se obtienen los nombres de los cinco hijos de Roger con Josceline de Pont-Audemer (c. 975-1068) y fruto de esa relación tuvieron varios hijos:
- Hugo de Montgomery (c. 1000-1035), vizconde de Hiémois. Casado con Josceline de Bolbec (c. 1000-1050), una hija de Osbern de Bolbec. Muerto en el campo de batalla;
- Robert de Montgomery (c. 1007);
- Guillermo [William] de Montgomery (c. 1009), asesinado por Bjoern, preboste de Osbern de Crépon. Le mató en Glos-la-Ferrières como venganza por la muerte de su señor;[5]
- Gilberto de Montgomery (el Condestable, c. 1011-1064), envenenado por su cuñada Mabel de Bellême;[8]
- Roger II de Montgomery, apodado el Grande.